# Exetastes paradoxus
Exetastes paradoxus là một loài tò vò trong họ Ichneumonidae.